# Crotalinae
I Crotalini (Crotalinae) sono una sottofamiglia di vipere velenose che si trovano prevalentemente in Centro e in Sud America, nonché in Asia.

## Tassonomia
Comprende i seguenti generi:
- Agkistrodon Palisot de Beauvois, 1799
- Atropoides Werman, 1992
- Bothriechis Peters, 1859
- Bothriopsis Peters, 1861
- Bothrocophias Gutberlet & Campbell, 2001
- Bothropoides Fenwick, Gutberlet, Evans & Parkinson, 2009
- Bothrops Wagler, 1824
- Calloselasma Cope, 1860
- Cerrophidion Campbell & Lamar, 1992
- Crotalus Linnaeus, 1758
- Deinagkistrodon Gloyd, 1979
- Garthius Malhotra & Thorpe, 2004
- Gloydius Hoge & Romano-Hoge, 1981
- Hypnale Fitzinger, 1843
- Lachesis Daudin, 1803
- Metlapilcoatlus Campbell, Frost & Castoe, 2019
- Mixcoatlus Jadin, Smith & Campbell, 2011
- Ophryacus Cope, 1887
- Ovophis Burger, 1981
- Porthidium Cope, 1871
- Protobothrops Hoge & Romano-Hoge, 1983
- Rhinocerophis Garman, 1881
- Sistrurus Garman, 1883
- Trimeresurus Lacepede, 1804
- Tropidolaemus Wagler, 1830